# Georg Bode
Georg Bode (* 12. Oktober 1838 in Eschershausen; † 15. Februar 1910 in Braunschweig) war ein deutscher Jurist, Historiker und Naturforscher.

## Leben
Bode studierte ab 1858 Rechtswissenschaften in Heidelberg, wo er Mitglied des Corps Rhenania war. Später bezog er die Universität Göttingen und wurde 1861 zum Hzgl. braunschweigischen Auditor in Blankenburg (Harz) ernannt. 1866 wurde er Referendar, 1869 Amtsgerichtsrat in Vechelde bei Braunschweig, 1877 Amtsrichter in Wolfenbüttel, 1879 Landrichter in Holzminden, 1881 Staatsanwalt ebenda, 1890 Erster Staatsanwalt in Braunschweig, 1891 Oberlandesgerichtsrat und 1898 Landgerichtsdirektor am Landgericht Braunschweig. 1909 trat er in den Ruhestand.
Neben seiner staatsanwaltlichen und richterlichen Tätigkeit befasste sich Bode mit Geologie und Paläontologie seiner Heimat und insbesondere mit der Geschichte des Harzes. Er war Besitzer der seinerzeit umfangreichsten paläontologischen Sammlung. Sie ging später in den Bestand der Preußischen Geologischen Landesanstalt über. Besondere Verdienste erwarb sich Bode als Mitgründer, langjähriger Vorsitzender und Ehrenvorsitzender des Harzvereins für Geschichte und Altertumskunde sowie Verfasser zahlreicher historischer Schriften und Herausgeber des Urkundenbuchs der Stadt Goslar. Sein wissenschaftlicher Nachlass befindet sich im Staatsarchiv Wolfenbüttel.

## Werke
- (mit Uvo Hölscher): Urkundenbuch der Stadt Goslar. 4 Bände, 1893–1905.
- Die Heimburg am Harz und ihr erstes Herrengeschlecht, die Herren von Heimburg. Wernigerode 1909.
- Der Uradel in Ostfalen. 1911.
- Herkunft und Heimat Gunzelins von Hagen des ersten Grafen von Schwerin. Wolfenbüttel 1911.